# 41E busz (Pécs)
A pécsi 41E jelzésű autóbusz tanévben, munkanapokon reggel közlekedik Rovitex megállótól a Főpályaudvarig.

## Története
2014. szeptember 1-jén indult a 141-es jelzésű járat, mely gyors eljutási lehetőséget biztosít a belvárosba. Korábban egy reggeli 41-es busz ugyanezt a funkciót teljesítette.
2016. szeptember 1-jétől 41E jelzéssel közlekedik, igazodva az új járatszámozásokhoz.
2017. szeptember 1-jétől Reménypusztától indul és Árpádvárosig minden megállót érint.

## Útvonala
| Rovitex → Főpályaudvar |
| --- |
| Rovitex – Nagypostavölgyi út – Postavölgyi út – Kanizsai Dorottya út – Siklósi út – Nagy Lajos király útja – Bajcsy-Zsilinszky utca – Kálvin János utca – Vasút utca – Főpályaudvar |

## Megállóhelyei
| 41E (Rovitex → Főpályaudvar) |                         | |                                                           |
| Perc (↓)                     | Megállóhely             | Megállóhelyet érintő járatok | Létesítmények                                             |
| 0                            | Rovitex végállomás      | 41, 41E, 41Y, 43 · Helyközi autóbuszok |                                                           |
| 1                            | Postavölgy felső        | 41, 41E, 41Y, 43 |                                                           |
| 1                            | Postavölgy              | 41, 41E, 41Y, 43 |                                                           |
| 2                            | Postavölgy alsó         | 41, 41E, 41Y, 43 |                                                           |
| 3                            | Vegyesbolt              | 41, 41E, 41Y, 43 |                                                           |
| 4                            | Trafóház                | 41, 41E, 41Y, 43 |                                                           |
| 5                            | Kálinger                | 41, 41E, 41Y, 43 |                                                           |
| 6                            | Hőtávvezeték            | 41, 41E, 41Y, 43, 142 |                                                           |
| 8                            | Árpádváros              | 41, 41E, 42Y, 43, 121, 142 |                                                           |
| 16                           | Árkád, autóbusz-állomás | 3, 3E, 6, 6E, 7, 7Y, 8, 20, 21, 21A, 22, 23, 23Y, 24, 41, 41E, 41Y, 42, 42Y, 43, 60, 60A, 60Y, 73, 73Y, 103, 107E, 109E, 121, 130, 130A · Helyközi és távolsági autóbuszok                                                                                    | Távolsági autóbusz-állomás, Árkád, Vásárcsarnok           |
| 19                           | Főpályaudvar végállomás | 3, 3E, 4, 4Y, 6, 6E, 7, 7Y, 8, 13, 13E, 13Y, 14, 14Y, 15, 15A, 20, 30, 31, 32, 32Y, 33, 34, 34Y, 35, 35Y, 36, 37, 38, 38Y, 39, 40, 41, 41E, 41Y, 42, 42Y, 43, 44, 46, 47, 73, 73Y, 104, 104A, 104E, 104Y, 130, 130A, 140 · Helyközi autóbuszok · Főpályaudvar | Vasútállomás, MÁV Területi Igazgatósága, Autóbusz-állomás |